# أولونكينبين

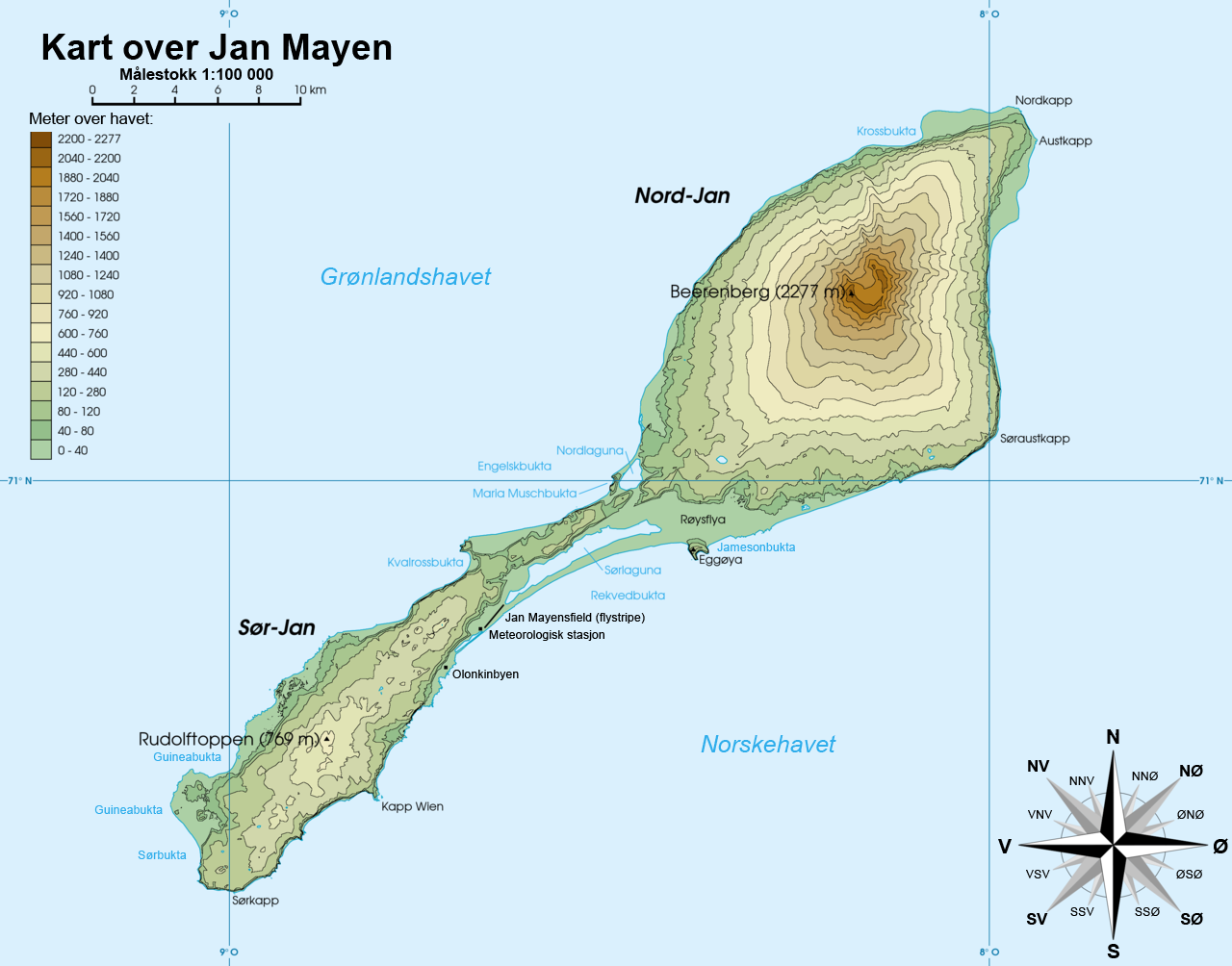
موقع أولونكينبين على خريطة يان ماين.

أولونكينبين[بحاجة لتوضيح النطق] (حرفياً مدينة الأولونكين ) هي المستوطنة الوحيدة في جزيرة يان ماين النرويجية . سميت على اسم المستكشف الروسي النرويجي جينادي أولونكين . 
السكان الوحيدون في الجزيرة هم 18 فردًا ، 14 يعملون في القوات المسلحة النرويجية و 4 في المعهد النرويجي للأرصاد الجوية . تضم أولونكينبين الموظفين الذين يقومون بتشغيل محطة مراقبة الأرصاد الجوية ومطار يان ماين الجوي والبنية التحتية الأخرى. موظفو خدمة الأرصاد الجوية مسؤولون عن إطلاق المسبار الراديوي وأرصاد الطقس السينوبتيكية. يعمل طاقم محطة الأرصاد الجوية لمدة ستة أشهر في كل مرة.  

يتم تسليم الإمدادات ثماني مرات في السنة عبر الجو. و يتم نقل الوقود والغاز للمولدات و مستلزمات السكان والبضائع الثقيلة بالسفن خلال فصل الصيف. تقوم المستوطنة بتوليد الطاقة الكهربائية الخاصة بها من خلال ثلاثة مولدات .  

## الطقس و المناخ
تتميز مدينة أولونكينبين بمناخ التندرا ، والشهر الأكثر دفئًا هو أغسطس ، والشهر الأكثر برودة هو مارس.

## وصلات خارجية
- محطة INA في أولونكينبين
- صورة لأولونكينبين
- منظر جوي لأولونكينبين